# Mimoropica fascicollis
Mimoropica fascicollis är en skalbaggsart som beskrevs av Stefan von Breuning 1940. Mimoropica fascicollis ingår i släktet Mimoropica och familjen långhorningar.
Artens utbredningsområde är Sarawak. Inga underarter finns listade i Catalogue of Life.